# Monász

A kör, ponttal a közepén a püthagoreusok és a későbbi görögök számára is a legelső metafizikai lény, a Monád, vagy Abszolút jelképe volt.

A monász vagy monád egyfelől a görög μονάς (ejtsd: monász, jelentése: "egység"), másfelől a μόνος (ejtsd: mónosz, jelentése: "egyedül, egyetlen") szóból eredeztethető, mely a kozmogóniában a Legfőbb Lényre, istenségre, illetve minden dolgok teljességére utal.

## Meghatározás

### Püthagoreus elképzelés
A fogalmat már a püthagoreusok használták, mint egy számsorozat kezdő elemét, melyből az összes további szám eredeztethető. A legelső létbe lépő dolgot hívták monásznak (egység), mely nemzette (szülte) a diászt (kettősség), a számokat, a pontot, a vonalakat, a "végességet", stb. Ez istenséget jelent, a legelső létezőt, minden dolgok teljességét.

### Újkori filozófia
John Dee (1527-1609) angol alkimista 1564-ben megjelentetett Monas Hieroglyphica című tanulmányában komplex leírását adja a saját maga által feltalált monádnak. Később, Giordano Bruno (1548-1600), olasz teológus-szerzetes az 1591-ben kiadott De monade, numero et figura liber című értekezésében háromféle monádtípust írt le, úgymint: Isten, lelkek és atomok.
Az elképzelés Leibniznél (1646-1716) elemi részecske értelmet kap és népszerűségre tesz szert az 1714-ben írt Monadologia című művében. Nála a monádok olyan alapvető szubsztanciák, melyek felépítik a Világegyetemet, azonban térbeli kiterjedés nélküliek és anyagtalanok. Minden monád egyedi, elpusztíthatatlan, dinamikus, lélekszerű entitás, melynek tulajdonságai kedvtelése és felfogóképessége függvénye. A monádok nincsenek valódi kapcsolatban egymással, de egy előre meghatározott harmóniában (Prästabilierte Harmonie) Isten mindegyiket tökéletesen összehangolja. Az anyagi világ tárgyai egyszerűen monádok együttes megnyilvánulásai.

## Fordítás
- Ez a szócikk részben vagy egészben  a   Monad című angol Wikipédia-szócikk fordításán alapul.  Az eredeti cikk szerkesztőit annak laptörténete sorolja fel. Ez a jelzés csupán a megfogalmazás eredetét és a szerzői jogokat jelzi, nem szolgál a cikkben szereplő információk forrásmegjelöléseként.